# Aricia vedrae
Aricia vedrae är en fjärilsart som beskrevs av Harrison 1905. Aricia vedrae ingår i släktet Aricia och familjen juvelvingar. Inga underarter finns listade i Catalogue of Life.